# Angela (fumetto)
Angela è un fumetto western degli artisti francesi Oliver Vatine e Daniel Pecqueur. Pubblicato nel 2006 dall'editore Delcourt, in Italia è stato tradotto da Edizioni BD nel 2007. L'albo unico contiene inoltre l'excursus Donne del West di Davide Barzi, che traccia una cronologia delle donne come personaggi del fumetto western.

## Trama
Angela è una bambina che vive nel “Selvaggio West”; è la figlia del maestro elementare della cittadina e lei vi è molto affezionata.
Un giorno sua madre Joyce riceva la visita di un suo vecchio innamorato, Jason, ormai un fuorilegge coinvolto in rapine, omicidi e persino nei moti rivoluzionari messicani. L'uomo le giura di essersi ravveduto e voler fuggire con lei per iniziare una nuova vita da cercatore d'oro nella miniera che ha da poco acquistato. Joyce dal suo canto gli confessa di averlo sempre amato e che solo l'autorità del padre l'ha costretta a sposare l'attuale marito. Durante il loro incontro la coppia viene scoperta proprio da quest'ultimo; Virgil e Jason si scontrano, il primo muore travolto dal suo cavallo, l'altro riesce a fuggire.
Ormai vedova, Joyce decide di lasciare la città assieme a sua figlia, non senza aver convinto il padre sceriffo che Virgil sia stato ucciso da un puma e che lei ha intenzione di trasferirsi a Baltimora da alcuni zii.
Joyce in realtà raggiunge Jason, finanziando economicamente la sua caccia all'oro nella miniera. Trascorsi alcuni anni, la coppia vive in miseria, Jason è stato truffato: gli scavi non li hanno arricchiti ma privati anche dei risparmi di Joyce. Angela in compenso è diventata una vera ragazza del West: fenomenale nel cavalcare e sparare, è una provetta cacciatrice ed accompagna sempre Jason nelle sue spedizioni.
La pace dei tre viene turbata dall'arrivo di Horace Pearson, ex-compagno di cella e di avventure di Jason. Il vecchio è venuto assieme a Ruby, florida padrona di un bordello di successo e sua compagna; propone a Jason di assaltare il treno che trasporta le rendite di un ricco latifondista senza scrupoli.
Di fronte all'incertezza di Jason è Joyce ad accettare per lui, stanca di vivere nella miseria.
Il colpo sul treno ha successo e il gruppo festeggia il colpo, quando si presentano i mercenari che proteggevano il treno; con loro c'è anche Ruby, tenuta in ostaggio. Gli uomini raccontano di essersi accorti del furto sul treno e del coinvolgimento della donna nell'accaduto e minacciano di ucciderla se non riottengono indietro quanto rubato.
Joyce rifiuta ed inizia una sparatoria a cui solo Horace, Jason e Angela sopravvivono. Angela, sotto shock, si rifugia nella miniera con il bottino, come le ha consigliato sua madre prima di morire. Quando i due uomini cercano di avvicinarla, lei fa fuoco, finalmente nella condizione di vendicarsi della morte di suo padre.
Dopo aver eliminato Horace, Angela lega lo svenuto Jason a dei candelotti di dinamite e lo lascia dopo aver acceso la miccia; neppure sapere di essere in realtà figlia naturale di Jason fa cambiare idea alla ragazza, che considera unico genitore l'amatissimo Virgil. Poi però sono proprio le parole di quest'ultimo a farle cambiare idea: solo i criminali usano la dinamite per uccidere; Angela prende la mira e con uno sparo taglia la miccia.